# Que Horas Ela Volta?
Que Horas Ela Volta? (internationale titel: The Second Mother) is een Braziliaanse film uit 2015, geschreven en geregisseerd door Anna Muylaert. De film ging in première op 25 januari op het Sundance Film Festival in de World Cinema Dramatic Competition.

## Verhaal
Val is al dertien jaar werkzaam als inwonende huishoudster bij een rijke familie in São Paulo waar ze ook kindermeisje was voor de tienerzoon sinds zijn peutertijd. Ze heeft haar eigen dochter Jessica moeten achterlaten in haar geboortedorp in Pernambuco, waar deze opgevoed wordt door familieleden. Wanneer Jessica naar São Paulo komt om haar toelatingsexamen af te leggen voor de hogeschool, verstoort ze het evenwicht in het huishouden. Iedereen wordt beïnvloed door haar persoonlijkheid en openheid en Val zal moeten kiezen waar haar loyaliteiten liggen.

## Rolverdeling
| Acteur             | Personage |
| ------------------ | --------- |
| Regina Casé        | Val       |
| Michel Joelsas     | Fabinho   |
| Camila Márdila     | Jéssica   |
| Karine Teles       | Barbara   |
| Lourenço Mutarelli | Carlos    |

## Prijzen & nominaties
| jaar | prijs                  | categorie                                           | genomineerde(n)               | uitslag  |
| ---- | ---------------------- | --------------------------------------------------- | ----------------------------- | -------- |
| 2015 | Sundance Film Festival | World Cinema Dramatic Special Jury Award for Acting | Regina Casé en Camila Márdila | Gewonnen |

## Productie
De film werd geselecteerd als Braziliaanse inzending voor de beste niet-Engelstalige film voor de 88ste Oscaruitreiking.